# Медзилаборце (район)
Район Медзилаборце (словац. Okres Medzilaborce) — район Словакии. Находится в Прешовском крае. Административный центр — город Медзилаборце. На севере и северо-востоке граничит с Польшей, на юге с районом Гуменне, на западе с районом Стропков.
Площадь составляет 427 км², население — 12 288 человек (2007).
На территории района находится 23 населённых пункта, в том числе 1 город.

## Население
| Год:        | 1994   | 2004    | 2014    | 2024     |
| ----------- | ------ | ------- | ------- | -------- |
| Broj ljudi: | 12 962 | 12 392  | 12 252  | 10 605   |
| Разница:    |        | −4,39 % | −1,12 % | −13,44 % |

### Статистические данные (2001)

Карта общин округа Медзилаборце.

Национальный состав:
- Словаки — 50,4 %
- Русины/Украинцы — 45,4 %
- Цыгане — 1,6 %
- Чехи — 0,6 %

Конфессиональный состав:
- Греко-католики — 55,5 %
- Православные — 29,0 %
- Католики — 8,2 %
- Свидетели Иеговы — 1,3 %

## Персоналии
- Михал Шмайда (1920—2017) — русинский прозаик, этнограф, антрополог, собиратель русинского фольклора.